# Xing’an (Hegang)
Xing’an (兴安区,  Xīng'ān Qū) ist ein Stadtbezirk der bezirksfreien Stadt Hegang in der nordostchinesischen Provinz Heilongjiang mit einer Fläche von 199,9 km² und 99.013 Einwohnern (Stand: Zensus 2020).